# Національна дорога 16 (Польща)
Національна дорога 16 — національна дорога класу GP, що пролягає від Дольної Групи біля с Грудзьондз до кордону з Литвою в Оґродники. Проходить по широті через воєводства: Куявсько-Поморське, Вармінсько-Мазурське та Підляське. Це головний шлях сполучення на Мазурах. На окремих ділянках дорога не відповідає вимогам категорії доріг державного значення через невелику ширину проїжджої частини (автомобілям важко проїхати). Місцями узбіч немає, тому що придорожні дерева ростуть прямо на краю дороги.

## Стан дороги та умови руху
Об'їзна дорога Ольштину та Елку розташовані вздовж дороги № 16. Кільцева дорога Елка — це переважно дорога GP, розташована на північній стороні міста. Її загальна протяжність, включаючи частину дороги № 65 (вул. Пшемислова та Граєвська) становить приблизно 12 км.

## Міста розташовані на дорозі 16
- Дольна-Ґрупа (дорога 91)
- Грудзьондз (дорога 55, 498), trasa średnicowa
- Ласін (дорога 538)
- Кіселиці (дорога 522)
- Ілава (дорога 521, 536)
- Оструда (дорога 7, 15) — obwodnica
- Ольштин (дорога 51, 53) — obwodnica
- Барчево (дорога 595)
- Біскупець (дорога 57)
- Мронгово (дорога 59, 591, 600)
- Нікутове (дорога 59)
- Міколайки (дорога 609)
- Ожиш (дорога 63)
- Елк (дорога 65, 656) — obwodnica
- Августів (дорога 8, 61, 664)
- Оґродники, кордон з Литвою